# Арораэ
Арораэ (англ. Arorae) — атолл в составе островов Гилберта, самый южный в архипелаге. Принадлежит республике Кирибати. Площадь — 9,48 км². Численность населения — 1279 человек (2010).
Атолл известен во многом благодаря 9 навигационным камням. Их местное название — «Te Atiby-ni-Borau» (буквально «камни для путешествий»). Самый большой из них указывает на остальные 8 камней, расположенных в пяти направлениях. Некоторые стоят парами, другие — в одиночку. Существует несколько мнений по поводу применения этих камней. Отдалённость их от берега приблизительно 90 м. Многие считают, что жители острова в прошлом заметили связь между звёздами на небосклоне и соседними островами архипелага Гилберта, поэтому эти камни служили в качестве морских указателей во время ночей. Среди камней выделяется один, который указывает на северо-восток, где нет островов на протяжении 1600 км. Вероятно, туда посылали тех, кто совершил преступление. Но остаётся неизвестным ответ на вопрос: как возвращались обратно на остров.
Арораэ приблизительно 8 км в длину и едва 1,6 км в ширину.

## Населённые пункты атолла и их численность населения на 2005 и 2010 год
| Поселение | Английское название | Численность населения, чел. (2005) | Численность населения, чел. (2010) |
| --------- | ------------------- | ---------------------------------- | ---------------------------------- |
| Рорети    | Roreti              | 764                                | 853                                |
| Тамароа   | Tamaroa             | 492                                | 426                                |
| Всего     | Total               | 1256                               | 1279                               |